# Acrophasmus costaricensis
Acrophasmus costaricensis är en stekelart som beskrevs av Marsh 2002. Acrophasmus costaricensis ingår i släktet Acrophasmus och familjen bracksteklar. Inga underarter finns listade i Catalogue of Life.